# 中共中央政法委員會書記
中共中央政法委員會書記是中共中央直属机构中共中央政法委员会的负责人，由中国共产党中央委员会任命。
中央政法委員會以書記一人作為負責人，實行「書記負責制」，在書記下面設有副書記、委員。中央政法委書記是中共中央的重要領導职务，一般由位列党和国家领导人的中共中央书记处书记、中共中央政治局委員乃至中共中央政治局常委擔任。

## 历任负责人
其中1988年5月至1990年3月为中央政法领导小组组长。

| 任次 | 肖像 姓名 | 上任日期   | 卸任日期   | 时任其他职务                                                                | 时任党的最高领导人            |
| ---- | --------- | ---------- | ---------- | --------------------------------------------------------------------------- | ----------------------------- |
| 1    | 彭 真     | 1980年3月  | 1983年5月  | 中央政治局委员、全国人大常委会副委员长                                      | 华国锋（中共中央主席）        |
| 2    | 陈丕显    | 1983年5月  | 1985年7月  | 中央书记处书记、全国人大常委会副委员长                                      | 胡耀邦（中共中央主席→总书记） |
| 3    | 乔 石     | 1985年7月  | 1992年11月 | 中央政治局委员、中央书记处书记 中央政治局常委、中央书记处书记、中央纪委书记 | 胡耀邦、赵紫阳、江泽民        |
| 4    | 任建新    | 1992年11月 | 1998年3月  | 中央书记处书记、最高人民法院院长、中央综治委主任                            | 江泽民                        |
| 5    | 罗干      | 1998年3月  | 2007年10月 | 中央政治局委员、中央书记处书记、国务委员 中央政治局常委                     | 江泽民、胡锦涛                |
| 6    | 周永康    | 2007年10月 | 2012年11月 | 中央政治局常委、中央综治委主任                                              | 胡锦涛                        |
| 7    | 孟建柱    | 2012年11月 | 2017年10月 | 中央政治局委员、中央综治委主任                                              | 习近平                        |
| 8    | 郭声琨    | 2017年10月 | 2022年10月 | 中央政治局委员、中央书记处书记                                              | 习近平                        |
| 9    | 陈文清    | 2022年10月 | 现任       | 中央政治局委员、中央书记处书记                                              | 习近平                        |

## 在世前中央政法委书记
截至2025年5月，历任中央政法委书记中有4位仍在世：
| 姓名   | 任期                  | 出生日期與年齡 |
| ------ | --------------------- | -------------- |
| 罗干   | 1998年3月—2007年10月  | 1935年7月18日  |
| 周永康 | 2007年10月—2012年11月 | 1942年12月3日  |
| 孟建柱 | 2012年11月—2017年10月 | 1947年7月28日  |
| 郭声琨 | 2017年10月—2022年10月 | 1954年10月16日 |

最近1位去世的中央政法委书记是任建新，他于2024年9月21日去世，享年99岁。